# Culicoides buhetoensis
Culicoides buhetoensis är en tvåvingeart som beskrevs av Takahasi 1941. Culicoides buhetoensis ingår i släktet Culicoides och familjen svidknott. Inga underarter finns listade i Catalogue of Life.